# Julia Gschnitzer

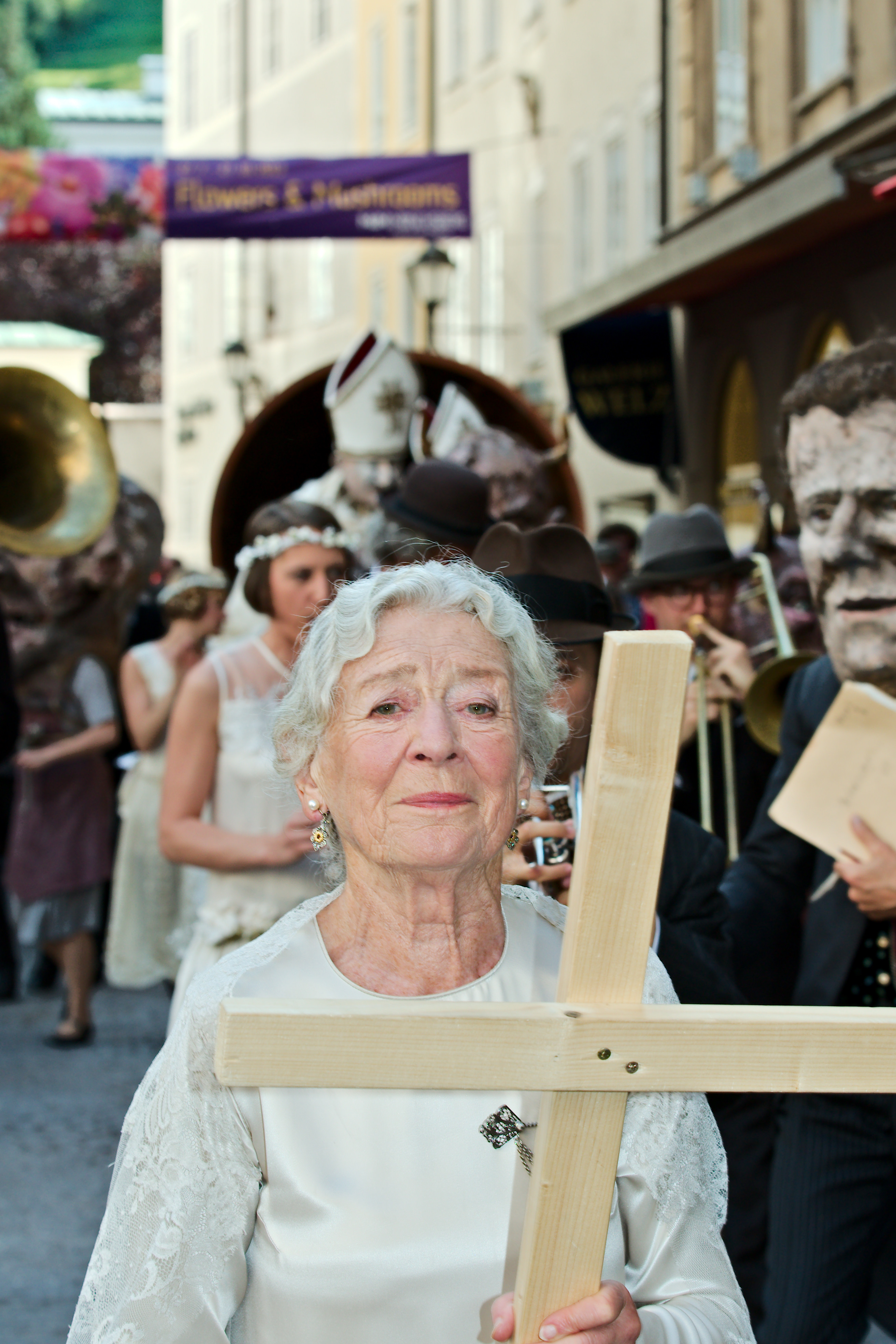
Julia Gschnitzer als Mutter im Salzburger Jedermann 2013

Julia Gschnitzer (* 21. Dezember 1931 in Innsbruck, Tirol; † 28. Juni 2023 ebenda) war eine österreichische Schauspielerin.

## Leben
Julia Gschnitzers Vater war der ÖVP-Politiker Franz Gschnitzer, ihre Brüder waren der Althistoriker Fritz Gschnitzer und der Chirurg Franz Gschnitzer.
Julia Gschnitzer begann ihre schauspielerische Laufbahn am Tiroler Landestheater Innsbruck. Von 1960 bis 1990 war sie am Wiener Volkstheater, anschließend bis 1994 am Salzburger Landestheater. Dann arbeitete sie als freie Schauspielerin für Hörfunk, Film, Fernsehen und Theater in ganz Österreich und Deutschland.
Dem Fernsehpublikum bekannt wurde sie vor allem als Franziska Jägerstätter in dem Film Der Fall Jägerstätter von Axel Corti und als Alte Nanne in Die Siebtelbauern von Stefan Ruzowitzky unter der Regie von Reinhard Schwabenitzky. 
Seit 1983 engagierte Julian Roman Pölsler immer wieder die beliebte Schauspielerin. So spielte sie 2004/2005 die Leni Wallner in Peter Sämanns modernem Heimatfilm Im Tal des Schweigens und die Agnes in Stephanus Domanigs Serienfolge Raunacht.
Felix Mitterer schrieb für Julia Gschnitzer Mein Ungeheuer, das 2000 an den Tiroler Volksschauspielen uraufgeführt wurde. 2004 inszenierte Ruth Drexel in Telfs Arsenik und Spitzenkragele mit Gesangseinlagen und sie spielte eine der beiden Schwestern sowie 2006 zusammen mit Klaus Rohrmoser (Regie: Judith Keller) in Herbert Achternbuschs Stück Ella die Ella. 
2001 bekam sie am Tiroler Landestheater die Hauptrolle im Thomas-Bernhard-Stück Am Ziel, im Herbst 2002 spielte sie die Beauty Queen am Stadttheater Bruneck, 2004 war sie Olga in Tschechows Drei Schwestern und 2005 die Alte in Yerma (Federico García Lorca). Ebenso 2005 war sie als Hauptdarstellerin an den Vereinigten Bühnen Bozen bei Felix Mitterers Stücken Fleisch und Die Frau im Auto sowie die Muriel Washburn in Joyce Carol Oates’ Mondfinsternis. Am Schauspielhaus Salzburg war sie als die skurrile Omi im Rollstuhl in der dramatischen Komödie 8 Frauen von Robert Thomas zu sehen. Ab November 2009 war sie als Frau Mispl in Johann Nestroys Umsonst! zu sehen. Im Sommer 2013 wirkte Julia Gschnitzer als Jedermanns Mutter im neuen Jedermann erstmals bei den Salzburger Festspielen mit.
Im August 2016 kündigte Gschnitzer ihren Abschied von der Bühne an.
Im August 2017 trat sie nochmals auf, im Stück Else von Josef Tal, welches von Opernregisseur Bruno Berger-Gorski im Museum der Moderne und in der Synagoge in Salzburg inszeniert wurde.
In der Saison 2017/18 sprach sie in der Neuinszenierung von Goethes Faust am Tiroler Landestheater Innsbruck die Zueignung als Videoeinspielung.
Julia Gschnitzer starb Ende Juni 2023 im Alter von 91 Jahren. Sie ruht auf dem Westfriedhof in Innsbruck.

## Filmografie (Auswahl)
- 1971: Der Fall Jägerstätter (TV)
- 1975: Tatort: Urlaubsmord (TV-Reihe)
- 1975: Totstellen – Der Sohn eines Landarbeiters wird Bauarbeiter und baut sich ein Haus
- 1976: Jakob der Letzte (Fernsehfilm, nach dem Roman von Peter Rosegger)
- 1976: Ein echter Wiener geht nicht unter (TV)
- 1984: Malambo
- 1994: Du bringst mich noch um
- 1996: Stockinger – Unschuldslämmer
- 1998: Die Siebtelbauern
- 2001: Blumen für Polt (TV)
- 2003: Tatort: Tödliche Souvenirs (TV-Reihe)
- 2003: Hierankl
- 2004–2008: Im Tal des Schweigens (4 Episoden)
- 2007: 3 Zimmer. Küche. Tod.
- 2008: Tatort: Granit (TV-Reihe)
- 2008: März
- 2009: Gletscherblut (TV)
- 2012: Die Wand
- 2013: Paradies 505. Ein Niederbayernkrimi
- 2014: Der stille Berg
- 2015: Luis Trenker – Der schmale Grat der Wahrheit
- 2016: Landkrimi – Sommernachtsmord (TV)
- 2017: Wir töten Stella
- 2020–2023: Der Altaussee-Krimi (Fernsehreihe)
  - 2020: Letzter Kirtag (TV)
  - 2021: Letzter Gipfel (TV)
  - 2022: Letzte Bootsfahrt (TV)
  - 2023: Letzter Saibling (TV, posthume Veröffentlichung)

## Preise/Auszeichnungen
- Silbernes Ehrenzeichen für Verdienste um das Land Wien
- Karl-Skraup-Preis
- Ehrenzeichen des Landes Tirol
- Ernennung zur Kammerschauspielerin in Wien 1989
- 1989: Ehrenmedaille der Bundeshauptstadt Wien in Silber
- 2010: Goldenes Ehrenzeichen für Verdienste um das Land Wien
- 2014: Tiroler Landespreis für Kunst[6]